# Kettle’s Yard
Kettle’s Yard ist eine Galerie und ein Museum in Cambridge, Vereinigtes Königreich.

## Geschichte und Übersicht
Kettle’s Yard war ursprünglich der Wohnsitz des Kunstsammlers Jim Ede und seiner Frau Helen. Ede war Kurator der Tate Gallery of Modern Art in London. Während dieser Zeit ergaben sich viele Freundschaften mit britischen Künstlern, die sich auch in seiner Sammlung widerspiegeln. Seit 1958 öffnete er sein Haus in Cambridge als Inspirations- und Zufluchtsort für die visuelle Kunst und die Musik.
1966 wurde die Sammlung und das Haus auf die University of Cambridge übertragen. 1970 wurde das Haus erweitert, um Platz für Wechselausstellungen zu schaffen. Die Erweiterung durch den Architekten Leslie Martin kontrastiert mit dem ehemaligen Wohnhaus. 2019 wurde Kettle’s Yard von rund 231.000 Personen besucht. 2024 betrug die Besucherzahl etwa 104.000 Personen.
Kettle’s Yard umfasst das ehemalige Wohnhaus als Dauerausstellung und die Kunstgalerie als Wechselausstellung.

## Entwicklung
Am 29. März 2011 wurde bekannt, dass Kettle’s Yard 2,32 Millionen GBP des Heritage Lottery Funds erhalten hat; dies ist Teil einer Aktion, Gelder in Höhe von 5 Millionen GBP zu sammeln. Damit soll der Bau mehrerer Erweiterungsbauten noch Ende 2011 begonnen werden.

## Dauerausstellung
Im ehemaligen Wohnhaus befindet sich die private Sammlung von Ede. Diese besteht aus Gemälden, Skulpturen, Möbelstücken sowie Glas und Keramik. Unter anderem sind folgende Künstler vertreten:
- Constantin Brâncuși
- Henri Gaudier-Brzeska
- Barbara Hepworth
- Henry Moore
- Joan Miró
- Ben Nicholson
- Alfred Wallis
- Christopher Wood

## Galerie
In der Galerie finden Wechselausstellungen von zeitgenössischer Kunst aus dem 20. und 21. Jahrhundert statt.